# Liste der Einträge im National Register of Historic Places im Lee County (Texas)
Die Liste der Registered Historic Places im Lee County führt alle Bauwerke und historischen Stätten im texanischen Lee County auf, die in das National Register of Historic Places aufgenommen wurden.

## Aktuelle Einträge
| Lfd. Nr. | Name im NRHP           | Bild | Datum der Eintragung | Adresse/Lage                                             | Ort      | NRHP-ID  | Beschreibung |
| -------- | ---------------------- | ---- | -------------------- | -------------------------------------------------------- | -------- | -------- | ------------ |
| 1        | Droemer Brickyard Site |      | 7. Nov. 1979         | 1 mi. SW of Giddings on Old Serbin Rd                    | Giddings | 79002991 |              |
| 2        | Lee County Courthouse  |      | 30. Mai 1975         | Bounded by Hempstead, Grimes, E. Richmond, and Main Sts. | Giddings | 75001998 |              |
| 3        | Schubert House         |      | 25. Aug. 1970        | 183 Hempstead St.                                        | Giddings | 70000753 |              |